# گووکی، بدخشان
گووکی (به لاتین: Gawaki) یک منطقهٔ مسکونی در افغانستان است که در ولایت بدخشان (افغانستان) واقع شده‌است.